# 朱耀沂
朱耀沂（1932年1月15日—2015年3月29日），筆名「痴蟲庵」，台灣昆蟲學家，出生於台南，畢業於台中省立農學院植病系（國立中興大學前身），國立台灣大學植病研究所碩士、日本九州大學農學博士。著有多本昆蟲科普著作。

## 生平
曾任中華昆蟲學會理事長、中華植物保護學會理事長、亞太昆蟲學會理事長、高考典試委員、農業國家標準起草委員、臺灣省通志審查委員、台糖評議委員。

## 榮譽
- 國科會傑出研究獎
- 國科會特約研究人員
- 教學特優教師
- 《人蟲大戰》獲2006年度開卷好書獎

## 著作及譯著

### 著作
- 《午茶昆蟲學》（玉山社，2002）
- 《黑道昆蟲記》（玉山社，2003）
- 《昆蟲雜貨店》（玉山社，2004）
- 《昆蟲聊天室》（玉山社，2004）
- 《臺灣昆蟲學史話》（玉山社，2005）
- 《人蟲大戰》（商周，2005）
- 《情色昆蟲記：昆蟲世界的愛情兵法》（商周，2006）
- 《蜘蛛博物學》（天下遠見，2007）
- 《老鼠博物學》（天下遠見，2007）
- 《成語動物學》（商周，2007）
- 《動物命名的故事：博物學家的學名解碼》（商周，2008）
- 《蟑螂博物學》（天下遠見，2009）
- 《昆蟲Q&A》（天下遠見，2010）
- 《台灣昆蟲教室》（天下遠見，2012）
- 《臺灣昆蟲學史話 1684~1945》（臺大出版中心，2013)

### 譯著
- 濱野榮次《台灣蝶類生態大圖鑑》（牛頓，1987）
- 小林準治《手塚治虫：昆蟲圖鑑》（玉山社，2004）
- 新開孝《昆蟲不簡單》（天下遠見，2008）
- 新開孝《昆蟲大變身》（天下遠見，2008）

## 外部連結
- 國立臺灣大學昆蟲學系暨研究所－朱耀沂名譽教授
- 台灣大百科全書－朱耀沂 （页面存档备份，存于）